# Caius Licinius Verres
«  Verres » redirige ici. Pour les autres significations, voir Verre.
Verrès, dont le nom complet est Caius Licinius Verres (v. 120 av. J.-C. – 43 av. J.-C.), est un homme d'État romain rendu célèbre par le procès que lui a fait Cicéron. Son cognomen signifie « verrat ».

## Biographie

### Ascendance
Verrès est l’héritier de la grande famille plébéienne des Licinii. Il est le fils d'un sénateur du même nom, mort en 71 av. J.-C.

### Carrière
En 84 av. J.-C., il est nommé questeur en Gaule cisalpine. Il abandonne son consul Cnaeus Papirius Carbo, opposant de Sylla, en disgrâce politique et lui vole la caisse de l'armée dont il a la charge. Puis Verrès se met au service de Sylla qui, étrangement, ne le poursuit pas pour ce vol.
En 80 av. J.-C. et en 79 av. J.-C., il est proquesteur en Cilicie au service du proconsul Cnaeus Cornelius Dolabella. Il commence sa carrière de pilleur de temples et de patrimoines, publics et privés. En 78, Dolabella est accusé de concussion. Verrès se présente comme témoin à charge contre son ancien supérieur, qu'il fait condamner. Pour son témoignage, Verrès est acquitté.
En 74 av. J.-C., usant selon Cicéron de fraude électorale, Verrès devient préteur urbain  et contrôle donc tous les procès civils et les travaux publics.
De 73 à 71 av. J.-C., Verrès est gouverneur de Sicile, avec statut proprétorien, durant deux années alors que la durée légale est d'un an. Grâce à cela, il affermit l'accès de Rome sur les ressources de l'île.

### Procès opposant Verrès aux Siciliens

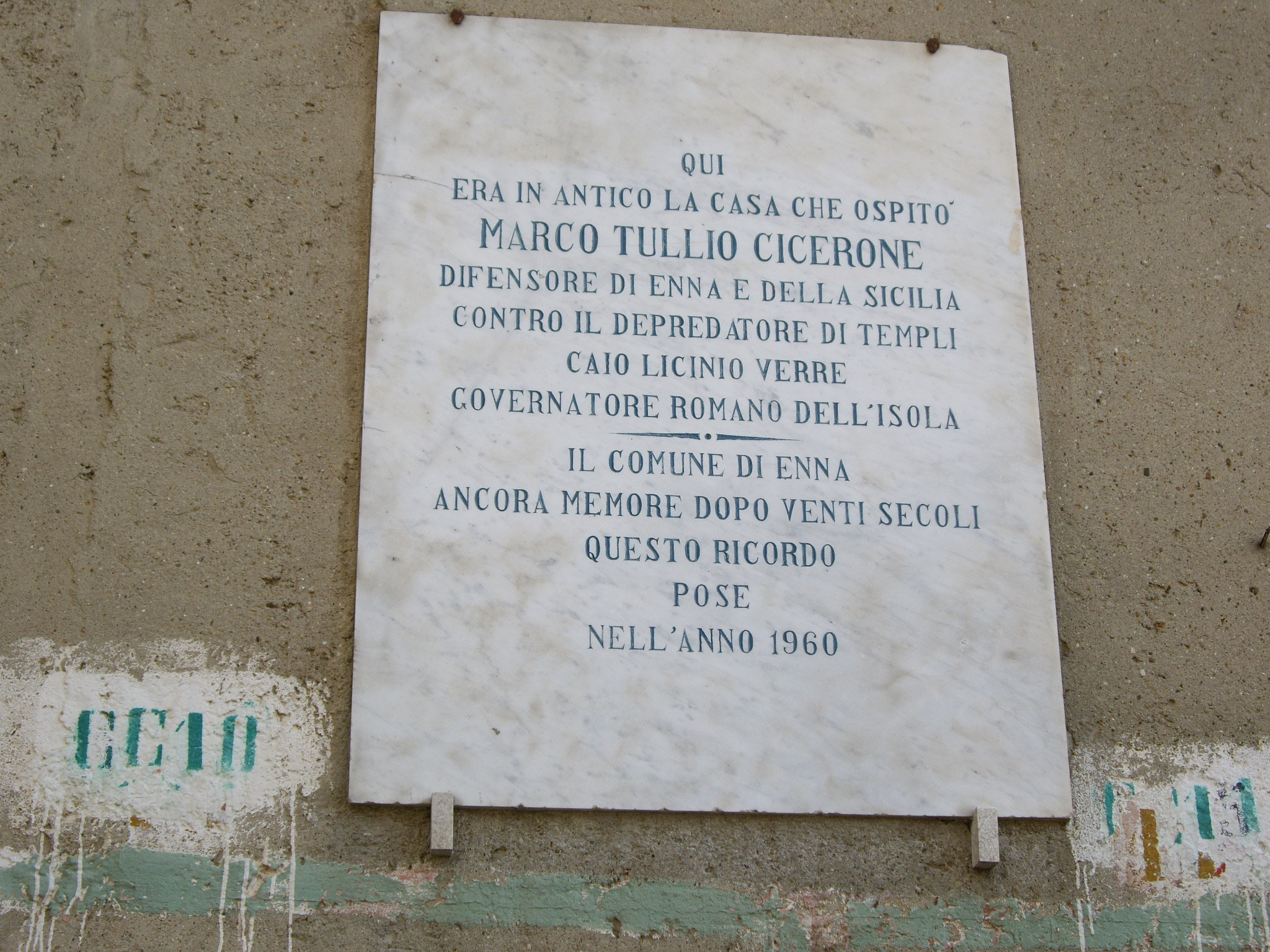
Plaque commémorative à Enna denonçant les mefaits de Caio Licinio Verre

Pendant son mandat, il écrase les villes d'impôts illégaux et s'approprie toutes les œuvres d'art de la province romaine. Mais les Siciliens ne se laissent pas faire et déposent une plainte contre lui en 70. Ils refusent l'avocat officiel et font appel à Cicéron. Celui-ci saisit l'affaire, y voyant une bonne occasion de se faire un nom. Verrès est défendu par Quintus Hortensius Hortalus. Il tente de reporter le procès à l'année suivante pour profiter du soutien de son ami Quintus Caecilius Metellus Creticus, consul en 69.
Lors du procès, Cicéron fait une brève introduction puis passe tout de suite à l'audition des témoins. Les témoignages sont si accablants que Verrès s'enfuit en exil à Marseille et est condamné par contumace à verser aux Siciliens quarante millions de sesterces. Cicéron n'ayant pas pu prononcer les discours qu'il avait prévus, il les fait publier sous le nom de Verrines. C'est ainsi que ces discours nous sont parvenus.

### Mort et descendance
En 43 av. J.-C., Verrès, qui a joui impunément toute sa vie des richesses accumulées, est exécuté par Marc Antoine lors de la proscription lancée peu après la formation du Second triumvirat. Marc Antoine aurait ajouté son nom à la liste des proscrits parce que Verrès aurait refusé de lui céder des bronzes de Corinthe. Mais cette raison paraît peu réaliste et est probablement issue de la propagande anti-antonienne. Il laisse ainsi son fils qui, si la condamnation n'avait pas terni l'image de sa famille, était promis à devenir la troisième génération de sénateurs.